# Демео, Рой
Рой Альберт Демео (англ. Roy Albert DeMeo; 7 сентября 1940, Бруклин, Нью-Йорк — 10 января 1983, Бруклин, Нью-Йорк) — солдат преступной семьи Гамбино. Известен как глава команды Демео, банды, которая по данным ФБР убила до 200 человек за период с 1973 по 1983 год. Подавляющее большинство тел было захоронено столь тщательно, что они так никогда и не были найдены. Банда также известна тем, что для лучшего сокрытия тел жертв использовала расчленение.

## Биография

### Ранний период
Рой Демео родился в 1942 году в рабочей семье. Родители его, эмигранты из Италии, в то время проживали в Бат-Бич. В 1959 году, в возрасте 17 лет, ДеМео окончил школу и начал свою преступную карьеру, занявшись ростовщичеством. Впрочем, ради маскировки он параллельно числился на различных законных работах. ДеМео женился вскоре после окончания школы и уже вскоре стал отцом трёх детей. Первое время основным его занятием было ростовщичество.

### Связь с семьёй Гамбино и расширение бизнеса
Поначалу ДеМео партнёрствовал с членами семьи Луккезе, но позже он познакомился с Энтони Гаджи, бывшим в то время солдатом семьи Гамбино. Гаджи предложил ему работать напрямую на семью Гамбино, убедив, что это намного выгодней. Семья, по словам Гаджи, может обеспечить для него более широкий круг клиентов, а кроме того, обеспечит анонимное партнёрство в законных бизнесах. ДеМео принял предложение. В конце 60х ДеМео, продолжая заниматься ростовщичеством, начал формировать свою команду. Команда занималась в основном угоном автомобилей и наркоторговлей. Постепенно сложился коллектив, позже известный, как «команда ДеМео». Первым членом команды стал Крис Розенберг, который познакомился с ДеМео в 1966 году. Розенберг продавал наркотики на бензозаправке, расположенной в Канарси. ДеМео одалживал ему деньги для увеличения объёмов продаж. Розенберг познакомил с ДеМео своих друзей, которые начали работать на него. В команду также вошли Джозеф «Дракула» Гульельмо (кузен ДеМео), Джозеф Теста, Энтони Сентер, а также младший брат Джозефа, Патрик Теста.
В 1972 году Демео стал членом бруклинского кредитного союза. Членство в союзе он использовал для отмывания денег, полученных незаконным путём. А несколько позже он начал использовать денежные средства союза для ростовщичества. Если раньше в число его должников входили в основном люди, связанные с автобизнесом, то теперь клиентура расширилась. У него брали в долг стоматологи, владельцы клиник по производству абортов, рестораторы, торговцы с блошиных рынков и многие другие. Одновременно со всем этим он числился служащим «S & C Sportswear Corporation», и часто говорил соседям, что работает в строительном бизнесе, торгует продуктами или продаёт подержанные машины.

### Первые убийства
Считается, что первое убийство команда Демео совершила в 1973 году. В начале 1970-х годов ДеМео стал владельцем заведения с пип-шоу, а также стал вкладывать деньги в производство порнофильмов, в том числе фильмов на тему зоофилии, фильмов с участием несовершеннолетних, снафф-фильмов. Энтони Гаджи, узнав о тематике порнофильмов, встретился с ДеМео и приказал ему прекратить такой бизнес, как противоречащий мафиозным понятиям. Демео, однако, не прекратил. Но при этом его ежемесячные выплаты для Гаджи стали ещё больше. Последний же продолжил брать деньги и более к разговору о тематике порнопродукции не возвращался. А в 1973 году в лаборатории Пола Ротенберга, порнографа и партнёра Демео, был проведён обыск. Ротенберг был отпущен под залог, но Демео заподозрил, что он начал сотрудничать с властями. Кроме того, он узнал, что при обыске найдены копии чеков на его имя, которые он ранее обналичил в кредитном союзе. Обо всём этом узнал и Энтони Гаджи. Понимая растущую опасность, он приказал ДеМео ликвидировать Ротенберга. 30 июля 1973 года Ротенберг был обнаружен застреленным.
В конце 1974 года возник конфликт между командой Демео и Андреем Кацем, владельцем автомастерской. Разрешить конфликт мирно не удалось, а в мае 1975 года Демео через свои связи в полиции узнал, что Кац предложил сотрудничество правоохранительным органам и, в частности, начал давать информацию о незаконном бизнесе Криса Розенберга. Генри Борелли, член команды, уговорил одну из своих подружек назначить Кацу встречу в заранее выбранном командой месте. Кац явился на встречу, где был похищен, потом заколот мясницким ножом, а затем обезглавлен, раздет и расчленён. После этого голова его была раздавлена в компакторе. Затем части тела упаковали в пластиковые мешки, которые были оставлены в мусоросборнике супермаркета, где их вскоре и обнаружили. Несмотря на повреждения, личность убитого удалось установить по зубам. Подружка Борелли вскоре призналась во всём, но не смогла опознать Криса Розенберга. Двум другим членам команды, Генри Борелли и Джозефу Теста, также вовлечённым в это убийство, пришлось провести несколько месяцев в тюрьме, а затем они были оправданы на суде. Согласно показаниям Доминика Монтильо, племянника Гаджи и члена семьи Гамбино, после этого случая команда решила избавляться от тел схожим образом. Однако имеются показания бывшего подбосса семьи Бонанно Сальваторе «Симпатяги Сала» Витале, данные в 2003 году. В них он засвидетельствовал, что в 1974 году ДеМео с членами своей команды по его заказу расчленили и захоронили тело мужчины, убитого ранее в Куинсе. Так что есть все основания считать, что ДеМео и его сообщники начали практиковать расчленение раньше, чем официально было признано.

### Метод близнецов или конвейер убийств
В течение 70х ДеМео постоянно развивал у членов своей команды навыки умерщвления и расчленения жертв. За исключением случаев, когда убийство являлось посланием кому-либо, мешающему теневому бизнесу ДеМео, убийства проводились по чётким правилам, определённым ДеМео. В своё время он был подручным мясника, так что имел достаточный опыт в разделке тел. Вкратце метод сводился к тому, что жертва должна быть быстро умерщвлена, а затем исчезнуть. Сам метод был назван «методом близнецов», по названию бара, которым владел ДеМео. Бар находился в районе Флэтлэндс и ранее назывался «Phil’s Lounge», но после приобретения ДеМео переименовал его. Большая часть убийств была осуществлена в этом баре.
В 80е годы о процессе убийства подробно рассказали в своих показаниях различные члены команды. Обычно жертве предлагали войти через боковую дверь, после чего она направлялась в помещение, расположенное в задней части здания. В этот момент один из членов команды, чаще всего сам ДеМео, производил выстрел в голову из пистолета с глушителем, а затем быстро заворачивал голову в полотенце, чтобы не пачкать кровью обстановку. Практически сразу после этого другой член команды, обычно Крис Розенберг (до самой своей смерти в 1979 году) наносил ножевой удар в сердце. Третий член команды при помощи полотенца временно останавливал кровотечение. Затем тело подвешивали над ванной для стока крови и оставляли в таком положении примерно на час. После всего этого обескровленное тело укладывали на брезент и расчленяли.
Части тела упаковывали в пластиковые мешки, а затем укладывали в картонные коробки и отвозили на свалку, расположенную на Фонтейн авеню. На свалке ежедневно оставлялось огромное количество мусора, так что было практически невозможно разыскать останки. На первой стадии расследования в 80х годах власти попытались начать раскопки с целью обнаружения останков. Но почти сразу же раскопки были остановлены. Власти усомнились, что таким путём можно получить сколько-нибудь значительные улики. К тому же стоимость проведения подобных работ была очень высока. В ряде случаев жертв убивали по-другому. Так, например, подозреваемых в сотрудничестве с властями или проявивших неуважение к членам команды, после умерщвления просто оставляли на улице, как послание или предостережение прочим. По ряду обстоятельств не каждую жертву удавалось заманить в бар «Близнецы». Так что приходилось использовать другие места. Такие как яхта, принадлежавшая одному из членов команды.

### Дальнейшее развитие криминальной карьеры
В семье Гамбино было запрещено не только участие в производстве порнопродукции определённой тематики. Под запретом была и торговля наркотиками. Наказания за торговлю наркотиками были очень жёсткими, а потому Карло Гамбино запретил членам семьи этот бизнес, из опасения, что столкнувшись со столь серьёзными статьями, многие члены семьи не выдержат и начнут сотрудничать с властями. Однако ни Гаджи, ни ДеМео, этот запрет не остановил. Подобно многим другим они продолжали торговать наркотиками из-за огромных прибылей. К 1970-м годам наркобизнес ДеМео значительно расширился. Он начал продавать кокаин в своём баре, а также финансировал закупку марихуаны. Её поставляли из Колумбии в тюках по 25 фунтов. Марихуану ДеМео продавал в автомастерской, расположенной в Канарси. С расширением бизнеса его еженедельные выплаты для Нино Гаджи значительно возросли. Последний же продолжал не обращать внимания на источник прибылей.
В конце 1975 года ДеМео чуть не попал под расследование налоговой службы, связанное с его доходами. Несколькими месяцами ранее кредитный союз Бруклина, в результате финансовых махинаций ДеМео и сообщников оказался неспособен выплачивать долги. ДеМео, чтобы избежать внимания властей, вышел из союза, который чуть позже был присоединён к другому в порядке реструктуризации задолженности. Несмотря на все предосторожности, ДеМео привлёк к себе внимание налоговой службы. Однако он решил воспользоваться фальшивым поручительством от своих знакомых, согласно которому он числился работником на их предприятиях. Благодаря поручительству ДеМео удалось избежать преследования со стороны налоговой службы.
Источники дохода ДеМео и его команда продолжали увеличиваться. В июле 1976 года его должником стала компания «Team Auto Wholesalers». Владелец компании, Мэттью Рега, кроме прочего, покупал автомобили, угнанные командой, с последующей продажей их на своей торговой площадке в Нью-Джерси. Также он был вовлечён в автоугоны и был наводчиком на грузовики, осуществляющие перевозку грузов в аэропорту имени Джона Кеннеди. В это время к команде присоединился Дэнни Грилло, угонщик, только что освободившийся из тюрьмы.
Осенью 1976 года в семье Гамбино произошли значительные изменения, после того, как её босс, Карло Гамбино, умер по естественным причинам. Новым боссом стал Пол Кастеллано. Должность подбосса сохранилась за Аньелло Деллакроче. Эти события имели двойной положительный эффект для ДеМео. Его начальник, Энтони Гаджи, стал капо семьи Гамбино, тем самым укрепив положение ДеМео. Другой плюс был в том, что после смерти Карло Гамбино, человека достаточно жёстких взглядов, новым претендентам было бы проще стать членами семьи.
Однако Кастеллано не спешил принимать в семью новых людей. Он, после разговора с Гаджи, сказал, что не хотел бы видеть ДеМео членом семьи по ряду причин. Криминальная активность Кастеллано, к тому времени, была сфокусирована в основном в области беловоротничковой преступности. Сам он рассматривал себя больше, как бизнесмена, чем мафиози. На таких, как ДеМео, занимавшихся угоном машин, наркотиками, он смотрел свысока. ДеМео, по его мнению, с учётом масштаба бизнеса и шлейфа трупов, скорее рано, чем поздно, должен был привлечь к себе внимание властей. Вдобавок Кастеллано считал ДеМео непредсказуемым и слабоконтролируемым. Попытки Гаджи убедить Кастеллано в обратном обычно заканчивались отказом. В то же время Кастеллано, понимая ценность команды ДеМео, как силы, сдерживающей честолюбивые помыслы Аньелло Деллакроче и его окружения, не давал окончательного ответа.

### Альянс с Вестиз
Видя нежелание Пола Кастеллано ввести его в семью, ДеМео решил продолжить расширение криминального бизнеса и тем самым добиться положительного решения о своём членстве. Преследуя эту цель, он заключил союз с ирландской бандой, известной как Вестиз. Возглавлял банду Джеймс Кунан, желающий взять под свой единоличный контроль весь криминальный бизнес в районе Адская кухня. Единственным препятствием был Майкл «Микки» Спиллейн. В мае 1977 года ДеМео и Дэнни Грилло убили Спиллейна по заказу Кунана, который после этого стал главной фигурой в районе. ДеМео, предчувствуя возможность существенного увеличения доходов семьи, информировал об этих событиях Энтони Гаджи. Он предложил заключить союз между Вестиз и семьёй Гамбино. Вскоре после этого Кунан и его правая рука Микки Физэрстоун встретились с Полом Кастеллано и заключили соглашение о партнёрстве. После заключения союза Пол Кастеллано официально сделал ДеМео членом семьи. На него была возложена ответственность за бизнес семьи с Вестиз. Кроме того, ему было приказано получать разрешение на любое убийство и воздержаться от торговли наркотиками. Несмотря на эти запреты, команда ДеМео продолжала продавать в больших количествах кокаин, марихуану и всевозможные наркотики в таблетках.

### Убийства членов команды и убийства вообще
Хотя ДеМео запретили убивать без разрешения семьи, он по-прежнему совершал несанкционированные убийства. Так в июле 1977 года ДеМео с членами своей команды совершил двойное убийство. Ими был застрелен Джонатан Куинн, успешный угонщик автомобилей и его подруга Чери Голден. ДеМео заподозрил, что Куинн сотрудничает с правоохранительными органами. Тела, с целью предупреждения потенциальных доносчиков, были оставлены так, чтобы их можно было легко обнаружить. Когда ДеМео спросили о причинах убийства девушки, он заявил, что был большой риск, что она начнёт сотрудничать под давлением полиции. В 1978 году ДеМео имел неосторожность похвастать, что убил 100 человек. В этом же году в семье Гамбино и других семьях Нью-Йорка начали циркулировать слухи, что команда ДеМео принимает заказы на убийство. Причём цена ничтожно низка — всего 5000 долларов.
В это же время ДеМео принял в команду Фредерика ДиНоме, который обычно был водителем ДеМео, а кроме того, участвовал в различных видах криминальной активности. Согласно имеющейся информации, ДиНоме был необычайно предан ДеМео, которого знал с детства. ДиНоме считал себя обязанным ДеМео, после того, как последний спас его при аварии на автогонках. В ноябре 1978 года ДеМео с сообщниками убили Дэнни Грилло, члена своей же команды. Причина была в том, что Грилло был игроманом, а также регулярно нюхал кокаин. Вследствие этих привычек он сильно задолжал ДеМео и многим другим, стал странно себя вести. ДеМео и Гаджи поняли, что он может не выдержать давления полиции и стать осведомителем. Вскоре Грилло исчез. Согласно данным впоследствии показаниям, он был убит, расчленён и захоронен, как большинство прочих жертв.
Следующим был Крис Розенберг, правая рука ДеМео и, пожалуй, самый преданный его союзник. Розенберг договорился о наркосделке с одним кубинцем, после чего убил его и трёх его партнёров. У кубинца были связи с колумбийским наркокартелем. После этих событий перед семьёй Гамбино встала угроза войны с колумбийцами, если Розенберг не будет убит. ДеМео получил приказ устранить Розенберга, но медлил с выполнением. Во время этих событий жертвой ДеМео стал Доминик Рагуччи, студент, в свободное время торгующий пылесосами. ДеМео, увидев Рагуччи возле своего дома, посчитал его киллером от колумбийской мафии. После этого ДеМео с командой расстреляли Рагуччи в его автомобиле. Затем ДеМео, для безопасности, посадил семью в машину и увёз из Нью-Йорка.
Альберт ДеМео, сын Роя, в своей книге писал, что ДеМео-отец, узнав о своей ошибке, очень переживал. Энтони Гаджи, узнав об убийстве непричастного к делу студента, пришёл в ярость. Он встретился с ДеМео и в категорической форме приказал ему убить Розенберга, чтобы избежать дальнейших жертв. В мае 1979 года Розенберг прибыл на встречу с ДеМео, который, согласно своему стандарту, прострелил ему голову. В отличие от Грилло, тело не было расчленено и не исчезло. Колумбийцы требовали доказательств смерти, поэтому тело поместили в автомобиль, который бросили на обочине Кросс-Бей Бульвар. Согласно Альберту ДеМео, его отец после убийства Розенберга вошёл в свой кабинет и не покидал его в течение двух суток. Фредерик ДиНоме и Вито Арена позже заявляли, что ДеМео очень сожалел об убийстве Розенберга и даже впал в несвойственную ему депрессию.
В 1979 году ДеМео продолжил расширять свой теневой бизнес. В это время он провёл операцию по угону автомобилей, которая стала крупнейшей за всю историю Нью-Йорка. Согласно данным ФБР сотни угнанных машин были переправлены в Кувейт и Пуэрто-Рико. ДеМео собрал группу из пяти членов команды, каждый из которых зарабатывал приблизительно 30 000 в неделю. Кроме членов команды, в операции участвовало ещё несколько человек. Одним из них был Вито Арена, угонщик машин со стажем, занимающийся также вооружёнными ограблениями. Операция чуть не была сорвана законным автодилером, который угрожал сообщить в полицию. Его устранили вместе с непричастным к делу знакомым.

### Убийство Эпполито
В конце 1979 года произошёл конфликт между ДеМео и Гаджи с одной стороны и Джеймсом «Моллюском» Эпполито и его сыном с другой. Отец и сын Эпполито были членами команды Гаджи и родственниками коррумпированного полицейского Луиса Эпполито. Отец Луиса Эпполито, Ральф Эпполито был членом семьи Гамбино. Члены команды ДеМео недоплатили Джеймсу «Джим-Джиму» Эпполито младшему несколько тысяч при наркосделке. А после этого ДеМео и Энтони Гаджи обвинили его в сотрудничестве с властями. Эпполито-старший, в свою очередь, отправился к Полу Кастеллано и рассказал ему, что Гаджи и ДеМео торгуют наркотиками, что было запрещено под страхом смерти. После рассказа он запросил разрешение на убийство.
Однако Эпполито-отец не учёл двух моментов. Во-первых, его сын уже создал напряжённую ситуацию для семьи, участвуя в афере с благотворительным фондом. Во-вторых, Гаджи был старым и верным союзником Кастеллано. Учитывая эти два обстоятельства, а также зная о умениях ДеМео, «Большой Пол» принял сторону Гаджи, встретился с ним и дал разрешение урегулировать проблему по его усмотрению. ДеМео и Гаджи обманом уговорили старого гангстера Питера Пьяченте договориться с обоими Эпполито о встрече в баре «Близнецы». Дальше всё должно было пройти по отработанной технологии. Отец и сын согласились, после чего отправились в бар вместе с ДеМео, Гаджи и Пьяченте. Но по пути в бар Эпполито-старший, почувствовав неладное, приказал сыну остановить автомобиль. Сразу же после остановки ДеМео и Гаджи открыли огонь. Оба Эпполито были убиты на месте.
Расстрел увидел случайный свидетель и оповестил ближайшего полицейского. Полицейский, увидев Гаджи неподалёку от места преступления, начал преследование, завязалась перестрелка. В конечном итоге Гаджи был ранен в шею и арестован. ДеМео, который ушёл с места преступления в другом направлении, избежал ареста, а равно и предъявления обвинения. Гаджи обвинили в убийстве и попытке убийства полицейского. Однако, благодаря подкупу присяжных, Гаджи осудили всего лишь за нападение. Он был приговорён к тюремному заключению на срок от 5 до 15 лет. ДеМео же должен был устранить свидетеля вскоре после вынесения приговора. Пока Гаджи находился в тюрьме, ДеМео выполнял обязанности капо. В 1981 году Гаджи был освобождён по решению апелляционного суда.

### Ухудшение ситуации и смерть

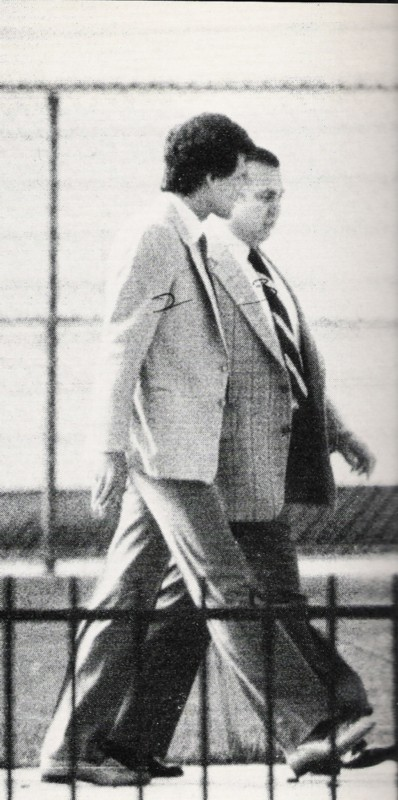
ДеМео и Джозеф Теста в 1982 году. Фото из материалов службы наружного наблюдения

Операция по угону машин с последующей переправкой за границу продолжалась до лета 1980 года. Агенты ФБР установили наблюдение за хранилищем, в которое привозили угнанные машины и, выбрав момент, когда на склад привезли много машин, провели рейд, закончившийся арестом нескольких человек. А в мае 1981 года были арестованы Генри Борелли и Фредерик ДиНоме. Арестовать других активных участников операции не смогли из-за недостатка улик. ДеМео приказал Борелли и ДиНоме признать себя виновными в надежде, что это остановит дальнейшее расследование.
В 1982 году ФБР начало расследование по факту того, что огромное количество пропавших и убитых людей были так или иначе связаны с ДеМео. Многих из них последний раз видели входящими в бар «Близнецы». В это же время агенты ФБР установили прослушку в доме Анджело Руджеро, солдата семьи Гамбино. Это позволило записать разговор между Анджело и Джином Готти, братом Джона Готти. В разговоре они обсуждали, что Пол Кастеллано хотел бы устранить ДеМео, но браться за это дело никто не хочет. Джин Готти заметил, что его брат Джон настороженно относится к этому контракту, из-за того, что в подчинении ДеМео имеется целая армия убийц. Кроме этого, он упомянул, что Джон убил максимум человек 10, а ДеМео, как минимум 38. Согласно показаниям Сэмми «Быка» Гравано, известного как «Сэмми Бык», контракт, в конечном итоге, отошёл к Фрэнку ДеЧикко, однако ДеЧикко и его команда также не смогли добраться до ДеМео. После этого ДеЧикко решил перепоручить работу собственным людям ДеМео.
Альберт ДеМео позже писал, что его отец в свои последние дни был очень подозрителен, он предчувствовал приближение смерти. В это время он постоянно ходил в кожаной куртке, под которой прятал помповое ружьё. По словам сына, Рой ДеМео планировал инсценировать свою смерть, а затем выехать из США. 10 января 1983 года ДеМео отправился в автомастерскую Патрика Теста для встречи с членами команды. Домой он уже не вернулся. А 18 января в полицию поступил звонок о кадиллаке, брошенном неподалёку от лодочного клуба «Varuna», в районе Шипсхед-Бей. В багажнике автомобиля обнаружили смёрзшееся тело ДеМео с многочисленными огнестрельными ранениями. В убийстве подозревали Энтони Гаджи, но официально обвинение так и не было предъявлено. Согласно информации, данной впоследствии Энтони «Газопроводом» Кассо, ДеМео был убит Джозефом Теста и Энтони Сентером. Кроме того, имеется информация о разговоре Ральфа Скопо с одним из партнёров семьи Гамбино. В разговоре Скопо упомянул, что ДеМео убили члены его команды, поскольку боялись, что он, попав под следствие, сдаст всю команду. Наёмный убийца Ричард Куклинский, также заявлял, что это он убил ДеМео. То, что Куклинский принимал от ДеМео заказы на ликвидацию, является доказанным фактом. Однако ряд заявлений Куклинского не подтверждается членами команды ДеМео. Таким образом, убийство так и осталось нераскрытым.

### Дальнейшие события
Энтони Гаджи был обвинён в нескольких убийствах, а в 1988 году умер от инфаркта во время судебных слушаний. Пол Кастеллано также был обвинён в убийствах и помещён в тюрьму, но вышел под залог до вынесения приговора. В декабре 1985 года он был застрелен. Генри Борелли, Джозеф Теста и Энтони Сентер через несколько лет были приговорены к пожизненному тюремному заключению. Ричард Куклинский в 1988 году также был приговорён к пожизненному заключению. В 2006 году он умер в тюрьме. Джозеф «Дракула» Гульельмо исчез вскоре после убийства ДеМео. Альберт ДеМео в своей книге утверждает, что он лично отвёз Гульельмо в аэропорт. После этого он никогда его не видел и ничего о нём не слышал. Однако это заявление не подкреплено никакими доказательствами. Доминик Монтильо и Фредерик ДиНоме стали сотрудничать с правоохранительными органами и были помещены в программу по защите свидетелей. В 1986 году ДиНоме был обнаружен повешенным. Смерть признали самоубийством. Брат Фредерика ДиНоме, Ричард, был застрелен в 1984 году. Считается, что именно его смерть заставила Фредерика давать показания. Вито Арена также ушёл в программу по защите свидетелей, но вскоре вернулся к криминальной жизни. Был тяжело ранен в 1991 году при попытке ограбления. Умер в больнице через несколько дней. Внутри здания, где был бар «Близнецы», в настоящее время находится церковь. Свалка на Фонтейн авеню была закрыта в 2000-х. Рассматривается план по её застройке. На её территории периодически продолжают находить тела умерших насильственной смертью.

## В массовой культуре
История команды ДеМео была описана в книге «Машина Убийств», авторы Джин Мастейн и Джерри Капечи. Сын Роя ДеМео, Альберт, написал книгу «За грехи моего отца». Кроме этого, Филипп Карло написал книгу о Ричарде Куклинском — «Ледяной человек: признания киллера мафии» и книгу «Газопровод: признания босса мафии», об Энтони Кассо. В обеих книгах упоминается команда ДеМео. В 2007 году был снят документальный сериал «Гангстеры», часть которого посвящена команде ДеМео.
Рэй Лиотта сыграл Роя Демео в фильме «Ледяной» 2012 года.